# Rhizomnium horikawae
Rhizomnium horikawae là một loài Rêu trong họ Mniaceae. Loài này được (Nog.) T.J. Kop. mô tả khoa học đầu tiên năm 1971.